# Ahmad Toukan
Ahmad Toukan (en arabe: أحمد طوقان), né le 15 août 1903 à Naplouse et mort le 5 janvier 1981 à Amman, est un homme politique jordanien. Il fut premier ministre durant une courte période en 1970.

## Biographie
Il est le frère du poète palestinien Ibrahim Touqan et de la poétesse palestinienne Fadwa Touqan.